# جنگ ستارگان ورای بعد سوم
جنگ ستارگان ورای بعد سوم (ایتالیایی: Scontri stellari oltre la terza dimensione) یک فیلم اپرای فضایی به کارگردانی لوئیجی کوتسی است که در سال ۱۹۷۸ منتشر شد و بازیگرانی چون کریستوفر پلامر، دیوید هسلهاف و جو اسپینل در آن بازی کرده‌اند.  این فیلم که به‌دنبال موفقیت بی‌سابقه جنگ ستارگان با شکست تجاری در گیشه مواجه شد.

## گزیدهٔ بازیگران
- مارجو گورتنر
- کارولین مونرو
- دیوید هسلهاف
- جو اسپینل
- نادیا کاسینی
- دیرچه فوناری
- کریستوفر پلامر
- سیندی لدبتر